# Tosa Mitsunobu
Tosa Mitsunobu (土佐光信?, Tosa Mitsunobu; 1434 – 10 giugno 1525) è stato un pittore giapponese, fondatore della scuola di pittura giapponese Tosa.
Nato in una famiglia di pittori che per tradizione aveva servito alla corte imperiale, fu a capo dell'ufficio di pittura della corte dal 1493 al 1496. Nel 1518 fu nominato artista capo degli shogunati di Ashikaga.